# 松本南郵便局
松本南郵便局（まつもとみなみゆうびんきょく）は、長野県松本市にある郵便局。民営化前の分類では集配普通郵便局であった。

## 概要
住所：〒399-8799 長野県松本市平田東2-17-1

## 沿革
- 1874年（明治7年）1月15日 - 村井郵便取扱所として開設[1]。
- 1875年（明治8年）1月1日 - 村井郵便局（五等）となる。同年、広丘ノ内村井郵便局に改称。
- 1885年（明治18年）10月1日 - 貯金取扱を開始。
- 1886年（明治19年）6月1日 - 村井町郵便局に改称。
- 1893年（明治26年）4月16日 - 為替取扱を開始。
- 1906年（明治39年）1月1日 - 村井郵便局に改称。
- 1967年（昭和42年）2月25日 - 広丘郵便局から和文電報配達業務の一部[2]を移管[3]。
- 1975年（昭和50年）3月1日 - 松本南郵便局に改称とともに、特定郵便局から普通郵便局に局種別改定。
- 1978年（昭和53年）7月1日 - 和文電報配達業務を松本電報電話局に移管。
- 1981年（昭和56年）7月20日 - 松本市芳川村井町から、同市芳川平田に局舎を新築、移転。
- 1985年（昭和60年）2月1日 - 郵便番号を399-65から399に変更。
- 1998年（平成10年）9月1日 - 外国通貨の両替および旅行小切手の売買に関する業務取扱を開始。
- 2005年（平成17年）2月13日 - 木曽郡山口村が岐阜県中津川市に編入されたため、同地区の地域区分業務を岐阜中央郵便局に移管（〒399-51xx→〒508-05xx）。
- 2007年（平成19年）10月1日 - 民営化に伴い、併設された郵便事業松本南支店に一部業務を移管。
- 2012年（平成24年）10月1日 - 日本郵便株式会社発足に伴い、郵便事業松本南支店を松本南郵便局に統合。
- 2021年（令和3年）6月20日 - 和田町郵便局から集配業務を移管。

## 取扱内容
- 郵便、印紙、ゆうパック、内容証明
- 貯金、為替、振替、振込、国際送金、外貨両替、国債、投資信託
- 生命保険、バイク自賠責保険、自動車保険
- ゆうちょ銀行ATM
- 郵便番号の上2桁が39の地域あての郵便物を配達局ごとに区分する業務（地域区分局）
- 「399-00xx」「390-12xx」区域（松本市（合併以前からの松本市域の一部）、塩尻市（片丘の一部））の集配業務
- ゆうゆう窓口

## 風景印
- 図案は『松本空港』・『大貮徳明王像』・『北アルプス』
- 使用開始日は1981年（昭和56年）9月23日

## 周辺
- 長野県松本技術専門校
- 松本市役所芳川出張所

## アクセス
- JR篠ノ井線 平田駅から徒歩約3分
- 長野自動車道 塩尻北ICから北へ約3.5km
- 国道19号沿い
- 駐車場あり：17台